# Gwen Raverat
Gwen Raverat, geborene Darwin (* 26. August 1885 in Cambridge als Gwendolen Mary Darwin; † 11. Februar 1957 in Cambridge) war eine englische Künstlerin und Schriftstellerin. Sie ist eine Enkelin von Charles Darwin. Ihre Kindheitserinnerungen erschienen auf Deutsch unter dem Titel Eine Kindheit in Cambridge (Period Piece. A Cambridge Childhood, dt.).
Bedeutung erlangte sie vor allem als Holzschnittkünstlerin und Mitbegründerin der englischen Society of Wood Engravers.

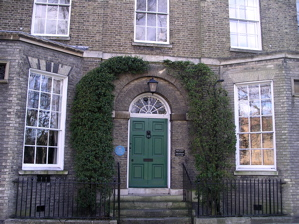
Das Haus, in dem Reverat aufwuchs und 2009 zur University of Cambridge gehört.

Gwen Darwin war über ihren Vater George Howard Darwin Enkel von Charles Darwin. Sie heiratete 1911 den französischen Maler Jacques Raverat; beide gehörten der Bloomsbury Group an, ehe sie nach Frankreich übersiedelten. Sie lebten dann in der Nähe von Nizza in Südfrankreich und hatten zwei Töchter miteinander. Gwen Raverat fertigte eine Reihe von Holzschnitten zur Illustration mehrerer Bücher an; ihre Werke sind bis heute beliebt.
1927, zwei Jahre nach dem Tod ihres Ehemannes, bat Geoffrey Keynes sie darum, das Bühnenbild für ein Ballett zu gestalten, dass auf Bildern von William Blake zum Buch Hiob beruhte und das an Blakes hundertsten Todestag erinnern sollte. Die Musik zu dem Werk, das den Titel Job, a masque for dancing trug, stammte von Raverats Cousin Ralph Vaughan Williams. Das Miniaturmodell des Bühnenbildes, das sie angefertigt hatte, existiert noch immer und wird im Fitzwilliam Museum in Cambridge aufbewahrt.
Sie ließ sich schließlich wieder in Cambridge nieder, wo sie 1952 die erwähnten Memoiren verfasste. Ihr Enkel William Pryor gab 2004 die Korrespondenz zwischen Gwen und Jacques Raverat und Virginia Woolf heraus. Das Darwin College in Cambridge hat eines seiner Studentenheime nach Gwen Raverat benannt.